# Krasnovia longiloba
Krasnovia longiloba är en flockblommig växtart som är ensam art i släktet Krasnovia.
Arten är en perenn ört som förekommer i Kazakstan, Kirgizistan och västra Xinjiang. Den beskrevs först som Sphallerocarpus longilobus av Grigorij Silytj Karelin och Ivan Petrovitj Kirilov 1842, och fick sitt nu gällande namn av Michail Popov och Boris Sjisjkin 1950.